# Lijst van Pakistaanse autosnelwegen

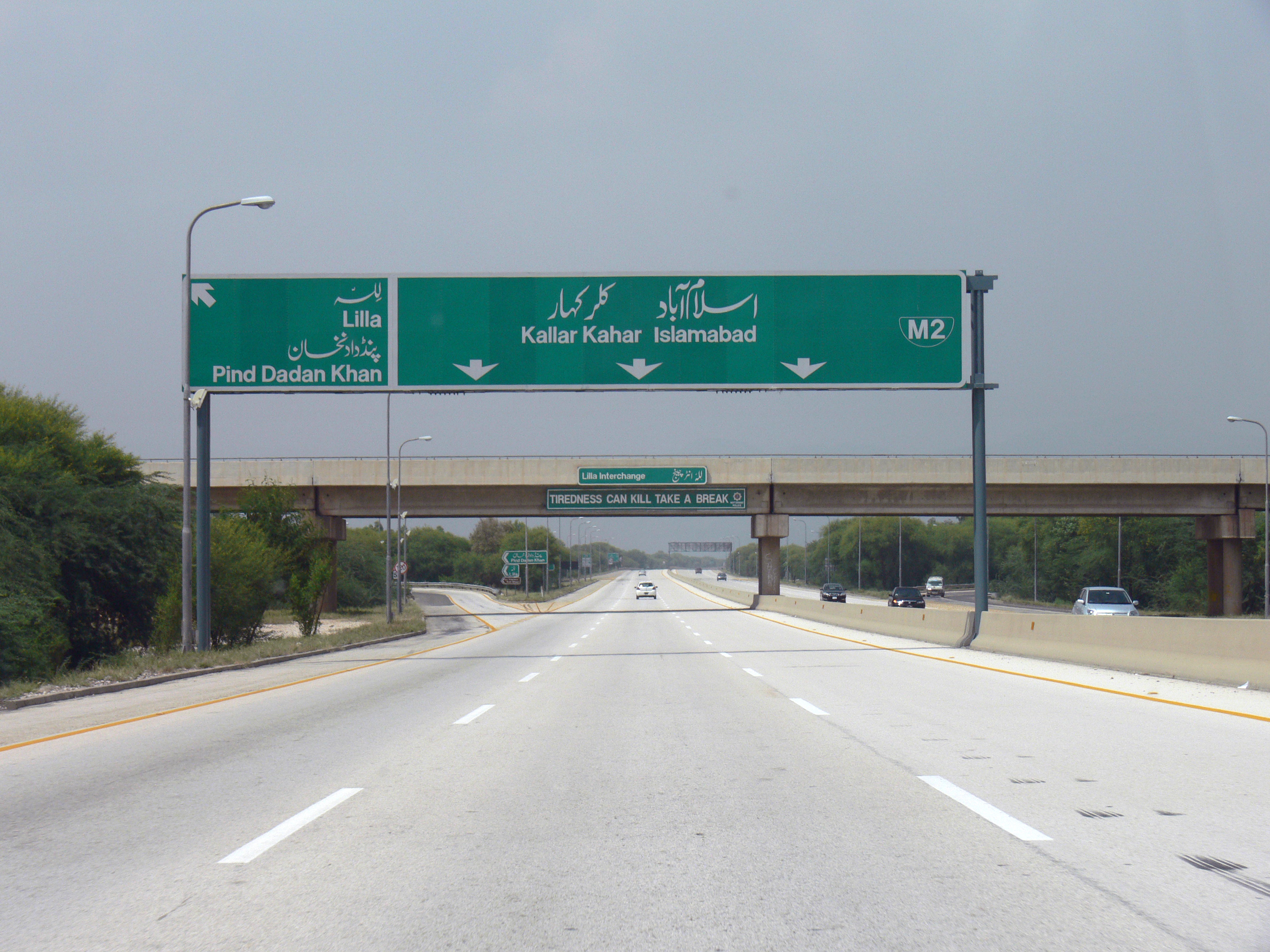
De M-2

Hieronder volgt een lijst van autosnelwegen (Urdu: پاکستان کے موٹروے) in Pakistan.
| Name          | Name                   | Route                   | Lengte (km) | Aantal rijstroken | Jaar voltooiing | Opmerkingen                                                                                       |  |
| ------------- | ---------------------- | ----------------------- | ----------- | ----------------- | --------------- | ------------------------------------------------------------------------------------------------- |  |
|               | M-1                    | Peshawar–Islamabad      | 155         | 6                 | 2007            |                                                                                                   |  |
|               | M-2                    | Islamabad–Lahore        | 367         | 6                 | 1997            | Geherasfalteerd in 2016                                                                           |  |
|               | M-3                    | Lahore–Abdul Hakeem     | 230         | 6                 | 2019            | Bouw begon in december 2015.                                                                      |  |
|               | M-4                    | Pindi Bhattian–Multan   | 309         | 4-6               | 2019            | Bouw begon in 2009                                                                                |  |
|               | M-5                    | Multan–Sukkur           | 392         | 6                 | 2019            | Bouw begin in mei 2016.                                                                           |  |
|               | M-6                    | Sukkur-Hyderabad        | 306         | 6                 | 2024            | Eerste steenlegging 13 december 2022                                                              |  |
|               | M-7                    | Dadu–Hub                | 270         | N/A               | N/A             |                                                                                                   |  |
|               | M-8                    | Ratodero–Gwadar         | 892         | 2                 | 2022            |                                                                                                   |  |
|               | M-9                    | Hyderabad–Karachi       | 136         | 6                 | 2018            | Uitbreiding naar 4 rijstroken per richting gepland                                                |  |
|               | M-10                   | Karachi Northern Bypass | 57          | 2                 | 2007            | Voorgestelde uitbreiding naar 4 rijstroken                                                        |  |
|               | M-11                   | Lahore–Sialkot          | 103         | 4                 | 2020            | Bouw begon in 2018                                                                                |  |
|               | M-12                   | Sialkot – Kharian       | 69          | 4                 | 2024            | Bouw begon in september 2021                                                                      |  |
|               | M-13                   | Kharian - Rawalpindi    | 117         | 4                 | 2024            |                                                                                                   |  |
|               | M-14                   | Islamabad–D.I Khan      | 285         | 4                 | 2022            | Bouw begon in mei 2016.                                                                           |  |
|               | M-15                   | Hasan Abdal–Thakot      | 180         | 6-4-2             | 2020            | Ook Hazara Motorway genoemd. Bouw begon in 2016                                                   |  |
|               | M-16 (Swat Expressway) | Swabi – Chakdara        | 160         | 4                 | 2020            | Deel 1 geopend in oktober 2020. Bouw deel 2 begon in mei 2022 (afwerking voorzien februari 2024). |  |
| Totale lengte | Totale lengte          | Totale lengte           | 2567        |                   |                 |                                                                                                   |  |

Naast autosnelwegen heeft Pakistan ook Expressways (Urdu: پاکستان کے گزرگاه), ook tolwegen met op- en afritten waar echter minder strenge toegangsregels gelden dan bij Motorways.
M-1 ·
M-2 ·
M-3 ·
M-4 ·
M-5 ·
M-6 ·
M-7 ·
M-8 ·
M-9 ·
M-10 ·
M-11 ·
M-12 ·
M-13 ·
M-14 ·
M-15 ·
M-16 ·
L-20